# أبو بكر الخمليشي
أبو بكر الخمليشي ناشط حقوقي ومعتقل سياسي سابق مغربي. ولد سنة 1948 وتوفي سنة 19/09/2024 انضم إلى منظمة إلى الأمام الماركسية منذ سنة 1973. كما أنه أحد مؤسسي حزب النهج الديمقراطي.
حُكم عليه سنة 1985 بعشرين سنة سجنا بتهمة المؤامرة ضد الدولة، قضى منها 6 سنوات.
في 20 أكتوبر 2014، أصدرت في حقه محكمة الاستئناف بطنجة حكما يقضي بسنة سجنا غير نافذة و1000 درهم غرامة في إطار المتابعة التي تعرض لها إلى جانب المعتقلة وفاء شرف، بتهمة شريك في الوشاية الكاذبة التي اعتقلت على إثرها وفاء شرف، وحُكم عليها بسنتين سجنا نافذة.
أعلن يوم الخميس 19 سبتمبر 2024، عن رحيل المناضل الكبير أبو بكر الخمليشي أحد رموز الحركة النضالية اليسارية بالمغرب، بعد صراع طويل مع المرض، أسلم روحه المناضلة بمدينة مدريد بالديار الاسبانية.